# Филенское (Вологодская область)
Филенское — деревня в Усть-Кубинском районе Вологодской области.
Входит в состав Никольского сельского поселения, с точки зрения административно-территориального деления — в Никольский сельсовет.
Расстояние по автодороге до районного центра Устья — 34 км, до центра муниципального образования Никольского — 1 км. Ближайшие населённые пункты — Сянино, Никольское, Родионово.
По переписи 2002 года население — 24 человека (10 мужчин, 14 женщин). Всё население — русские.